# Asociación Coreana de Estudios Latinoamericanos

La Asociación Coreana de Estudios Latinoamericanos es una organización creada en 1986, cinco años después de la Asociación Coreana de Hispanistas en Seúl, Corea del Sur. Esta fue organiza anualmente en dos congresos y además ha publicado una revista trimestral titulada la Revista Asiática de Estudios Latinoamericanos. El primer número de la revista fue publicada en 1988 y el último en 2020. La asociación no sólo cuenta con colaboraciones de investigaciones y profesores locales que están dedicados a escribir sobre la cultura, historia, temas sociales, lenguaje y entre otros, sino también por pertenecer a instituciones, en su mayor parte de América Latina, como los estudios sobre humanidades, ciencias sociales, economía, política, relaciones internacionales, antropología y demás de ciencias, siempre que tengan alguna relación con el mundo latinoamericano. 